# Yōsuke Nakanishi
Yōsuke Nakanishi (jap. 中西 洋介, Nakanishi Yōsuke; * 30. August 1979) ist ein japanischer Badmintonspieler.

## Karriere
Yōsuke Nakanishi gewann 2000 bei den Weltmeisterschaften der Studenten Bronze im Herreneinzel. 2006 siegte er bei den US Open im Einzel, ein Jahr später unterlag er dort im Finale. Auch bei den Victoria International 2007 verlor er das Endspiel und wurde Zweiter. Bei der Asienmeisterschaft 2007 und den Spanish International 2007 wurde er Fünfter. Jeweils in die zweite Runde konnte er bei den Weltmeisterschaften 2006 und 2007 vordringen.

## Sportliche Erfolge
| Saison | Veranstaltung                     | Disziplin    | Platz | Name             |
| ------ | --------------------------------- | ------------ | ----- | ---------------- |
| 2000   | Weltmeisterschaften der Studenten | Herreneinzel | 3     | Yōsuke Nakanishi |
| 2003   | Sri Lanka International           | Herreneinzel | 1     | Yōsuke Nakanishi |
| 2006   | US Open                           | Herreneinzel | 1     | Yōsuke Nakanishi |
| 2007   | Victoria International            | Herreneinzel | 2     | Yōsuke Nakanishi |
| 2007   | US Open                           | Herreneinzel | 2     | Yōsuke Nakanishi |